# Хеклер и Кох Г11
Хелкер и Кох Г11 је прототип јуришне пушке направљен током 1960, 1970, 1980 од стране Gesellschaft für Hülsenlose Gewehrsysteme (Немачка асосијација за безчаурне система пушки), група компанија коју је предводио произвоћач Хеклер и Кох. Пушка је посебна по томе што користи муницију без чаура. Првенствено је била пројекат Западне Немачке, али је имала значаја и осталним НАТО земљама. 1990 Xeклер и Кох су завршили развој пушке Г11, која је била намењена за Bundeswehr и остале НАТО партнере. Иако је оружије било технички успех, никада није дошло до пуне продукције због политичких промена код уједињења немачке. Само 1000 јединица ове пушке је направљено, после тога Г3 и Г36 су изабране као нове пушке за немачку војску. 

## Историја и развој
Развој пушке је почео око 1967 када је НАТО покренуо идеју о усвајању новог стандардног орузија малог калибра. Три такмичара су номинирани, амерички, белгиски и немачки Хеклер и Кох. НАТО је брзо изгубио интересовање за муницију без чаура, али влада тадашње западне немачке је наставила истраживања у будуће моделе. Било је очигледно да потребна могућност погодка са оружијем није могућа са механичким нишаном, оптички нишан је био неопходан. Хенсолдт АГ, који је доставио 100000 оптичких нишана за Г3, садаћивао је са Хеклер и Кох у развоју малог нишана. 1968, Хенсолдт је представио мали рефлексни нишан, који је био базиран на старом патенту.

## Детаљи дизајна
Оружије користи 4.73x33mm муницију без чаура, са погонским горивом у облику коцке. Муниција је такоће дизајниранао као 4.92mm за ХК Г11 АЦР, варијанта која се користила за пробе у америчкој војсци. Због тога што користи муницију без чауре, нема ваћена и избацивањна чауре из оружија, такоће прљавштина и прашина не улазе у унутрашњи механизам оружија. Мноштво студија и експеримената је вођено измедћу 1970 и 1971. Пуно тестова је ураћено са пушком да би се нашла прихладна муниција. 1970 изучавање је дошло до поенте где је оружије многло да пуца аутоматски, пуцај од три рунде, и јединачно. Очекивано је да пушка може да опали 6000 метака пре него што је одржавање било неопходно. Пушка је дизајнирана на начин на који може да погоди људску мету која се креће 6km/h на дистанци од 250m чак и кад би милирадијан (2mil) био 51cm даље од мете.

## Даљи развој
До 2004 године технологија развијена за Г11 је лиценцирана за Lightweight Small Arms Technologies пројекат, који тренутно ради на прототипу пушкомитраљеза за америчку војску. Дизајн треба да има могућност да користи нормалну муницију и муницију без чауре као код Г11.

## Видео записи пушке Г11
Kraut Space Magic: the H&K G11
Heckler & Koch G11 Assault Rifle
TAB Special Episode: Heckler & Koch G11 Disassembly &  How It Works